# Nicole Pellegrin
Nicole Pellegrin (Châteaugiron, 16 mei 1944) is een Franse historica en antropologe. Zij is een gewezen onderzoekster van het Centre national de la recherche scientifique met lesopdrachten aan de universiteit van Poitiers en de Universiteit Parijs 1 Panthéon-Sorbonne. Andere universiteiten waar ze lesopdrachten had: Utrecht, Abidjan, Québec en de Rutgers-universiteit in New Brunswick.
Haar onderzoeksdomein is historische antropologie van de 16e-19e eeuw.

## Levensloop
Haar familie bestond zowel uit Bretonse arbeiders als oestertelers in Île d'Oléron. In 1968 behaalde ze het diploma van licentiaat geschiedenis en aardrijkskunde aan de Universiteit Parijs 1 Panthéon-Sorbonne. Ze bleef aan de Sorbonne als lesgeefster en doctoranda. In 1979 verdedigde ze haar dissertatie getiteld Les bachelleries : organisations et fêtes de la jeunesse dans le Centre-Ouest du xve au xviiie siècle.
Pellegrin startte aan de universiteit van Poitiers haar carrière als historica en antropologe. Vanaf 2009 werkte zij er onder auspiciën van het Centre national de la recherche scientifique. Verder gaf zij les in Parijs, Utrecht, Abidjan, Québec en New Brunswick. Haar werk richtte zich op de genderidentiteit tijdens het Ancien Régime zoals dit tot uitdrukking kwam in kledij en het intellectueel leven van vrouwen, zowel leken als religieuzen. In dit pre-industriële tijdperk identificeerde Pellegrin houdingen en zegswijzen die specifiek voor een geslacht waren ofwel voorkwamen zowel bij de ene als de andere sekse. Hierop voortbouwend beschreef ze de ongelijkheden van seksen in het Frankrijk van toen. In haar onderzoek had ze aandacht voor meerdere thema’s in geslachtsongelijkheid: jeugdactiviteiten; opleidingsplekken voor meisjes; feestelijkheden; kleding in de brede betekenis (tot zakdoeken en pijen); vooraanstaande vrouwelijke persoonlijkheden die toch goed zichtbaar waren in de samenleving.
Zij droeg bij tot de opbouw van Musea, een virtueel museum van de geschiedenis van de vrouw en van genderstudies, opgezet door de universiteit van Angers, meer bepaald het Centre d’histoire des régulations et des politiques sociales. Zij werkte in Musea een tentoonstelling uit: Les genres de Jeanne d’Arc.
Pellegrin was medestichtster van SIEFAR. SIEFAR is de afkorting van Société Internationale pour l’Etude des Femmes d’Ancien Régime, die de Dictionnaire des Femmes de l’ancienne France uitgeeft. Pellegrin was ook mede-auteur van dit naslagwerk.
In 2017 publiceerde Pellegrin een studie over het dragen van sluiers. Ze beschreef dat de sluier niet iets exclusiefs is in de Islamcultuur en dat het ook voorkwam bij mannen.

## Enkele publicaties
Enkele publicaties van haar hand zijn:
- Voiles, une histoire du Moyen Âge à Vatican II, Parijs, CNRS éditions (2017).
- (met Eliane Viennot) Revisiter la querelle des femmes. Discours sur l’égalité/inégalité des sexes, de 1750 aux lendemains de la Révolution française, Saint-Étienne (2012)
- Voyageuses et histoire(s) Partie 2, Genre & Histoire, 9, en ligne (2012)
- Voyageuses et histoire(s) Partie 1, Genre & Histoire, 8, en ligne (2011)
- (met Cathy McClive) Femmes en fleurs, femmes en corps. Sang, Santé, Sexualités, du Moyen Âge aux Lumières, Saint-Etienne (2010)
- (met Françoise Cousin) Tabliers au masculin, tabliers au féminin, Chauvigny (2009).
- Histoires d’historiennes, Saint-Etienne, Publication de l’Université (2006)
- Entre inutilité et agrément. Remarques sur les femmes et l’écriture de l’Histoire à l’époque d’Isabelle de Charrière (1740-1805), (Oratie bij de Belle van Zuylen leerstoel). Utrecht, Universiteit Utrecht (2005)
- (met Y. Couturier) Lire les textes anciens. 25 documents poitevins des XVIIe et XVIIIe siècles, La Crèche, Geste éditions (2005). Deze documenten behandelen onder meer huwelijkscontracten, testamenten, kindermoord, liefdadigheid, gevangenschap
- (met Colette H. Winn) Veufs, veuves et veuvage dans la France d’Ancien Régime, Parijs, H. Champion (2003)
- (met Jean-Joseph Chevalier en Elisabeth Loir-Mongazon) Le Mouchoir dans tous ses états, Cholet, Musée du Textile choletais (2000)
- (met Christine Bard) Femmes travesties : un « mauvais genre » ?, numéro spécial de Clio-Histoire des femmes et société n° 10 (1999)
- Les Vêtements de la Liberté. Abécédaire des pratiques vestimentaires en France, 1780-1800 (les vêtements des deux sexes), Aix-en-Provence (1989)
- Entrer dans la vie en Poitou, XVIe-XXe siècles, Poitiers (1987) ; tentoonstellingscatalogus
- Les Bachelleries : Organisations et fêtes de la jeunesse dans le Centre-Ouest, XVIe-XVIIIe siècles (les femmes dans les fêtes paysannes), Poitiers, Mémoires de la Société des Antiquaires de l’Ouest (1983)